# Max Payne 2: The Fall of Max Payne
Max Payne 2: The Fall of Max Payne ist ein Videospiel des finnischen Entwicklerstudios Remedy Entertainment und Fortsetzung von Max Payne. Der Third-Person-Shooter mit Neo-Noir-Handlung erschien im Herbst 2003 für Windows, Xbox und PlayStation 2. 2012 wurde der Nachfolger Max Payne 3 veröffentlicht.

## Handlung
Die Storyline wird, wie schon im Vorgänger, größtenteils mit Hilfe von Comics erzählt. Diesmal wird jedoch auch verstärkt auf Zwischensequenzen in Spielgrafik gesetzt.
Wie im Vorgänger beginnt die Geschichte auch in Max Payne 2 mit einer Rückblende. Max befindet sich im Anwesen von Alfred Woden, das gerade von der Polizei umstellt wird. Vor ihm liegt die sterbende Mona Sax. Max versucht zu rekonstruieren, wie es zu alldem kommen konnte. Zunächst erinnert sich Payne an einen Krankenhausaufenthalt am selben Tag. Hier wurde sein Vorgesetzter vor seinen Augen niedergeschossen und schwer verwundet. Den Tod von dessen ebenfalls hochrangiger Partnerin Detective Winterson schreibt sich Payne selbst zu, als er ihre Leiche im Keller findet.
Dies war jedoch nicht der wirkliche Anfang und so dringt die Rückblende tiefer in die Vergangenheit vor, sodass man erfährt, was unmittelbar nach dem Ende des ersten Teils geschah: Alfred Woden hielt sein Versprechen und der rehabilitierte Max konnte zum NYPD zurückkehren. Es folgt der entscheidende Kriminalfall, der abermals entscheidend in Paynes Leben eingreift: So kann er nicht verhindern, dass eine Vertraute des Russen Vladimir Lem, zu dem sich eine Freundschaft entwickelt hat, von als Reinigungskräften (Cleaners) getarnten Kriminellen erschossen wird. Im Laufe der Verfolgung wird er von Winterson gerettet. Er verschweigt ihr das kurze Treffen mit Mona Sax, welche mittlerweile eine gesuchte Mörderin ist.
Nach der gewalttätigen Befreiung Lems, der von Mafiosi unter der Führung des aus dem Vorgänger bekannten Vinnie Gognitti belagert wurde, wacht Max tags darauf in seiner Wohnung auf und trifft abermals auf Mona, die ihm eine Zusammenarbeit anbietet, da auf beide ein Kopfgeld ausgesetzt sei. Prompt folgt ein Beweis dafür: Payne muss vor zahlreichen Cleaners fliehen, kann jedoch nicht verhindern, dass seine Wohnung deren Brandstiftung zum Opfer fällt. Kurze Zeit später findet abermals ein Treffen der beiden, diesmal in Monas provisorischem Unterschlupf, statt. Man betritt zum ersten Mal das so genannte Funhouse, einen heruntergekommenen Vergnügungspark. Hier vermutet Sax den Inneren Kreis (Inner Circle) hinter den Anschlägen. Gemeinsam wollen sie eines seiner Mitglieder, einen Senator, aufsuchen. Abermals sind die Cleaner schneller und töten ihn. Winterson macht dafür jedoch Mona Sax verantwortlich und verhaftet sie.
Es folgt ein erfolgloser Angriff durch diese Gruppe auf das Polizeigebäude, in dessen Verlauf Mona sogar fliehen kann. Ihr Versteck, das bizarre, alptraumhafte Funhouse, fällt einem Sturmangriff zum Opfer. Jedoch gelingt es Max immerhin, sich in das Hauptquartier der vermeintlichen Reiniger zu schmuggeln. Dort fliegt die Tarnung schließlich auf und die Cleaner entpuppen sich als professionelle Killer, die Zugang zu hochwertiger militärischer Ausrüstung haben und bereits unzählige Menschen töteten. Ironischerweise unterläuft ihnen jedoch selbst das Malheur, dessen Explosionen ihrem eigenen Quartier erheblichen Schaden zufügen.

Mona kommt Max zu Hilfe, als er in einer sonst ausweglosen Situation ist.
Am Ende der Flucht wird das fliehende Paar Max und Mona von Winterson gestellt. Diese will Sax nicht verhaften, sondern erschießen. Payne erschießt Winterson jedoch affektiv, wird aber trotzdem von ihr schwer verwundet. Seine Aufopferung verhilft Mona abermals zur Flucht.
Nun wird das Spiel in der eingangs beschriebenen Krankenhaus-Szene fortgesetzt. Max kann vor den mittlerweile offen operierenden Killern fliehen. Alfred Woden berichtet von einem Machtkampf innerhalb des Inneren Kreises und entlarvt, dass Vladimir Lem und nicht Vinnie Gognitti der Drahtzieher ist. Max erfährt zudem von der Liebesbeziehung zwischen dem Russen und Winterson. Ersteren will er zur Rede stellen. Hierfür verbündet er sich mit Gognitti, doch kann er dessen grausamen Tod durch Lem nicht verhindern. Er selbst wird abermals schwer verwundet.

Mona kann ihn noch retten, was die Liebesbeziehung zwischen beiden ein weiteres Mal andeutet. Gemeinsam suchen sie Woden auf, dessen Anwesen jedoch von Vladimir Lem und seinen Gefolgsleuten gestürmt wird. Der Russe tötet nicht nur den hilflosen Woden, sondern auch Mona. Am Ende gelingt es Max jedoch, Lem zu töten. Als er zu Mona zurückkehrt, verblutet sie in seinen Armen. Ein Traum von seiner toten Frau schließt den Kreis und Max scheint trotz des Todes all seiner liebgewonnenen Menschen im Reinen mit sich selbst zu sein, da er den komplexen Fall, der für dieses umfassende Leid verantwortlich war, gelöst hat.
Spielt man das Spiel im schwierigsten Modus Dead On Arrival durch, gibt es ein alternatives Ende, in dem Mona nicht stirbt, sondern schwer verletzt überlebt.

## Spielprinzip
Wie schon im ersten Teil werden die Levels von vielen als sehr atmosphärisch gestaltet bezeichnet und sind stark linear. So ist die Gegner-KI wie im ersten Teil fast ausschließlich geskriptet. Eine Änderung ist, dass Max in einigen Abschnitten des Spiels mit Mona zusammenarbeitet und diese auch steuerbar ist.
Die Bullet Time und die Shootdodges wurden verbessert. So lädt sich die Bullet Time langsam von selbst wieder auf und die Zeit verlangsamt sich zusätzlich, wenn man Gegner tötet. Außerdem wurde eine neue Nachlade-Animation hinzugefügt, bei der Max sich um die eigene Achse dreht und gleichzeitig nachlädt. Shootdodges kosten jetzt keine Bullet-Time-Energie mehr und es ist möglich, nach einem Shootdodge im Liegen weiterzuschießen. Durch diese Veränderungen spielt sich das Spiel schneller und actiongeladener als der Vorgänger und der Schwierigkeitsgrad ist etwas niedriger.

## Entwicklung
Für den PC wurde zunächst nur die englischsprachige Originalversion veröffentlicht. In späteren Releases der PC-Version, die allerdings nicht gesondert gekennzeichnet sind, wurde allerdings auf die Lokalisation der PlayStation-2- und Xbox-Version zurückgegriffen, die sowohl englischsprachig als auch lokalisiert veröffentlicht worden waren. Die Grafik von Max Payne 2 basiert auf einer Weiterentwicklung der MaxFX-Grafik-Engine, die schon beim ersten Teil Verwendung fand. Zusätzlich wird im zweiten Teil die Physik-Engine Havok verwendet, mit deren Hilfe zum Beispiel realistischere Flugbahnen von Gegenständen erzeugt werden können. Teil der Engine ist außerdem das sogenannte Ragdoll-Verhalten. Des Weiteren wurde Max Paynes Aussehen diesmal nach dem amerikanischen Schauspieler Timothy Gibbs modelliert.
The Fall of Max Payne legt mehr Wert auf das Element der Femme fatale Mona Sax, die in manchen Spiel-Abschnitten vom Spieler steuerbar ist. Außerdem entwickelt sich eine Liebe zwischen ihr und der Hauptfigur. Daher wurde der zweite Teil als Film Noir Love Story beworben.
Der Song Late Goodbye, von den Poets of the Fall aus Finnland, ist eine Anspielung auf den bekannten Hard-Boiled-Roman von Raymond Chandler The Long Goodbye. In der Romanverfilmung The Long Goodbye von Robert Altman wurde – genau wie in Max Payne 2 – an mehreren Stellen das gleiche Lied mit dem Titel The Long Goodbye in unterschiedlichen Versionen gespielt.
Das Spiel erschien auch als Xbox-Original auf dem Xbox Live Marktplatz der Xbox 360, wodurch es auch für Besitzer dieser Konsolen verfügbar ist.

## Rezeption
Max Payne 2 erhielt in der Windows- und Xbox-Version mehrheitlich sehr gute Bewertungen, für die PlayStation-2-Variante hingegen nur durchschnittliche Noten (Metacritic: 86 von 100 (PC) / 84 (Xbox) / 73 (PS2)). Als Gründe für die verhältnismäßig schlechte Beurteilung der PS2-Fassung wurden unter anderem der geringe Videospeicher der PS2 genannt, der eine verwaschene Optik, geringe Details und ruckelnde Darstellungen während umfangreicher Kampfszenen zur Folge habe. Zudem wurden die langen Ladezeiten bemängelt.